# Амадо Алонсо
Амадо Алонсо (ісп. Amado Alonso García, 13 вересня 1896, Лерін, провінція Наварра — 26 травня 1952, Арлінгтон, штат Массачусетс) — іспанський та аргентинський філолог-іспаніст, літературознавець.

## Біографія
Учень Амеріко Кастро та Рамона Менендеса Підаля. Навчався у Мадридському та Гамбурзькому університетах. Першу наукову роботу опублікував 1922 року. У 1927 році захистив докторську дисертацію про Сонати Вальє-Інклана. З того ж року обійняв посаду директора Інститут філології факультету філософії та літератури Буенос-Айресського університету (до 1946, після смерті вченого Інститут носить його ім'я). У 1946 році переїхав до Гарварду, де викладав до самої смерті. Багато разів був запрошеним професором у різних університетах Пуерто-Рико, Чилі, США.

## Доробок
Алонсо вивчав різноманітні лінгвістичні теми, включаючи фонетику, діалектологію та лексику. Він виявляв жвавий інтерес до вивчення своєї рідної мови, безпосередньо сприяючи розвитку латиноамериканського академічного світу. Не відхиляючись від філологічної орієнтації Менендеса Підаля, Алонсо прийняв чітко визначений лінгвістичний дослідницький проєкт. На його студії та дослідження вплинули праці іспаноамериканських авторів, особливо Белло та Куерво. Його порівняльні дослідження американського варіанту іспанської мови сприяли глибшому лінгвістичному розумінню мови.
Його перша опублікована праця була в галузі історії мови, де він показав походження сучасних іспанських слів, таких як Augustu > agosto та auguriu > agüero (1922). З того часу до 1927 року він написав ще вісім статей, більшість з яких були опубліковані в журналі Revista de Filología Española. Алонсо опублікував деякі зі своїх найважливіших праць між 1928 і 1938 роками, проживаючи в Буенос-Айресі. Його численні статті в газетах і журналах були зібрані та опубліковані в збірці «linguistic studio», але його двотомна праця «Від середньовічної до сучасної іспанської вимови» була опублікована посмертно Рафаелем Лапесою в 1955 році.
Алонсо популяризував структуралістську методологію та основні філософські течії свого часу. У 1945 році він переклав «Курс загальної лінгвістики» Фердинанда де Соссюра, до якого додав важливу передмову, як він це робив з працями Шарля Баллі та Карла Фосслера.
Під час перебування в Гарварді він заснував «Nueva Revista de Filología Española» (Новий журнал іспанської філології), який видається Colegio de México, щоб відродити дух «Revista de Filología Española» (Журнал іспанської філології), створеного ним і керованого в Буенос-Айресі з 1939 по 1946 рік.
Алонсо був міжнародним членом Американського філософського товариства та міжнародним почесним членом Американської академії мистецтв і наук.

## Вибрані монографії
- Estructura de las Sonatas de Valle Inclán (1928)
- El problema de la lengua en América (1935)
- Castellano, español, idioma nacional. Historia espiritual de tres nombres (1938)
- Gramática Castellana (1938–1939, співавтор — Педро Енрікес Уренья)
- Poesía y estilo de Pablo Neruda (1940)
- Ensayo sobre la novela historica: El modernismo (1942)
- Estudios lingüísticos. Temas españoles (1951)
- Estudios lingüísticos. Temas hispanoamericanos (1953)
- Materia y forma en poesía (1955)
- De la pronunciación medieval a la moderna en español (1955)

## Визнання
Дійсний та почесний член низки академій Латинської Америки та США.